# آمبوجا سمنت
آمبوجا سمنت (به انگلیسی: Ambuja Cements) شرکت سیمان هندی و بزرگترین عرضه‌کننده است، که در سال ۱۹۸۶ توسط سروش نئوتیا تأسیس شد. بزرگترین سهام‌دار این شرکت، شرکت هولسیم (دومین تولیدکننده بزرگ سیمان در جهان) می‌باشد.
دفتر مرکزی این شرکت در شهر بمبئی، هند قرار دارد و بخشی از سهام آن در بازار بورس اوراق بهادار بمبئی و بورس اوراق بهادار ملی هند معامله می‌شود.